# Jacob Needleman
Jacob Needleman (6 de octubre de 1934 – 28 de noviembre de 2022) fue un filósofo, autor y estudioso de la religión estadounidense.
Needleman era judío y se formó en la Universidad Harvard, la Universidad Yale y la Universidad de Friburgo, Alemania. Estuvo profundamente involucrado en la Obra de Gurdjieff y en la Gurdjieff Foundation de San Francisco. Fue profesor emérito de Filosofía y Religión en la Universidad Estatal de San Francisco y se dice que «popularizó el término ‘nuevos movimientos religiosos’». Fue profesor visitante en la Duxx Graduate School of Business Leadership de Monterrey, México, y director del Center for the Study of New Religions en la Graduate Theological Union de Berkeley, California. También fue investigador asociado en el Rockefeller Institute for Medical Research, investigador en la Union Theological Seminary, profesor adjunto de Ética Médica en la Universidad de California (Escuela de Medicina) y profesor invitado de Estudios Religiosos en la Universidad de la Sorbona, París (1992). Needleman fue homenajeado por el Open Center de Nueva York en 2006. Needleman también narró textos religiosos clásicos en formato de audiolibro, incluidos el taoísta Tao Te Ching y el hindú Bhagavad Gita.
Needleman murió el 28 de noviembre de 2022, en Oakland, California, a los 88 años.

## Comentarios

### Sobre ser filósofo
En Talks at Google en 2007, Needleman dijo: «Un filósofo se ocupa de las grandes preguntas sin respuesta, que creo que tienen respuestas, pero no suele ser en el estado de ser en el que las estamos formulando. En otras palabras, estas grandes preguntas que nos despiertan en medio de la noche sobre: ¿Por qué estamos aquí? ¿Cuál es el significado de todo? Preguntas de las que algunas personas se burlan. Estas preguntas son del tipo que a veces la mente puede plantear, pero la mente por sí sola no puede responder. Y dado que somos una cultura que ha gravitado hacia, el centro de gravedad de la mayoría de nuestras personalidades, es el intelecto, estas preguntas parecen intrínsecamente irrespondibles y la respuesta a estas preguntas no tiene que ser sólo en palabras o en ideas interesantes, sino en el movimiento desde la mente para entrar en contacto con el corazón y el cuerpo, que, cuando trabajan juntos, son como otra inteligencia. Así que eso es lo que creo que el verdadero Filósofo intenta abrir — esa parte que puede responder a estas [preguntas] y realmente vivir de lo que estamos hablando».

### Sobre la democracia
En una entrevista de 2012 en On Being con Krista Tippett, Needleman dijo: «Un ciudadano democrático no es un ciudadano que puede hacer lo que quiera; es un ciudadano que tiene una obligación al mismo tiempo. Y sólo para darte un ejemplo, si puedo, la libertad de expresión, ¿cuál es el deber asociado a ella? Bien, si reflexionas un poco, llegarás muy claramente a la conclusión de que el derecho a la libre expresión implica el deber de permitir que otros hablen. Si yo tengo el derecho a hablar, tengo el deber de dejarte hablar.
Ahora, eso no es tan simple. No significa sólo detener mi habla y esperar hasta que termines y luego entrar y ‘cogerte’. Significa que tengo una obligación interior —y de eso estamos hablando, de la dimensión interior—. Interiormente, tengo que trabajar para escucharte. Eso significa que no tengo que estar de acuerdo contigo, pero tengo que dejar que tu pensamiento entre en mi mente para tener un verdadero intercambio democrático entre nosotros. Y ese es un trabajo muy interesante del ser humano, ¿no te parece?».

### Sobre el dinero
En una entrevista de 1990 en A World of Ideas con Bill Moyers, Needleman dijo: «Siempre ha habido codicia, siempre ha habido avaricia. Siempre ha habido un problema con la gente que quiere más de lo que necesita. Eso ha causado más problemas a la raza humana que casi cualquier otra cosa. Pero las culturas siempre han querido otras cosas también. Han querido honor. Han querido poder. Amor. Respeto. Belleza. Es difícil decir ahora, sin embargo, que nuestra cultura quiera otra cosa tanto como quiere dinero».

### Sobre las enseñanzas de Gurdjieff
Needleman habló a menudo de Gurdjieff y su enseñanza.
En una entrevista de 1991 con la revista Gnosis, Needleman dijo: «Lo que ofrece Gurdjieff es una cosmovisión —la idea de un universo orgánico, un universo consciente, un universo con un propósito. La enseñanza de Gurdjieff decía que la vida es una propiedad fundamental de la realidad, y hay un movimiento hacia la conciencia y lejos de la conciencia. Hay una escala de energías que sube y baja, y todo está incluido en eso en algún gran propósito. Me pareció muy razonable. Los descubrimientos científicos posteriores han confirmado más o menos que hay más vitalidad en el universo de lo que se pensaba hace treinta o cuarenta años».
Décadas después, en una entrevista de 2016 con Commonweal, Needleman dijo: «¿A qué sirve la humanidad? El ser humano está destinado a servir, está aquí en la tierra, según la enseñanza de Gurdjieff, para servir a otros seres humanos, para servir a la tierra y para cumplir cierta función en el universo. Eso significa, en términos prácticos, que estamos hechos para servir, estamos hechos para ser capaces de amar».

## Obra escrita
Needleman escribió artículos, realizó entrevistas y publicó 24 libros en una carrera literaria que comenzó en 1970.